# Georg Biron

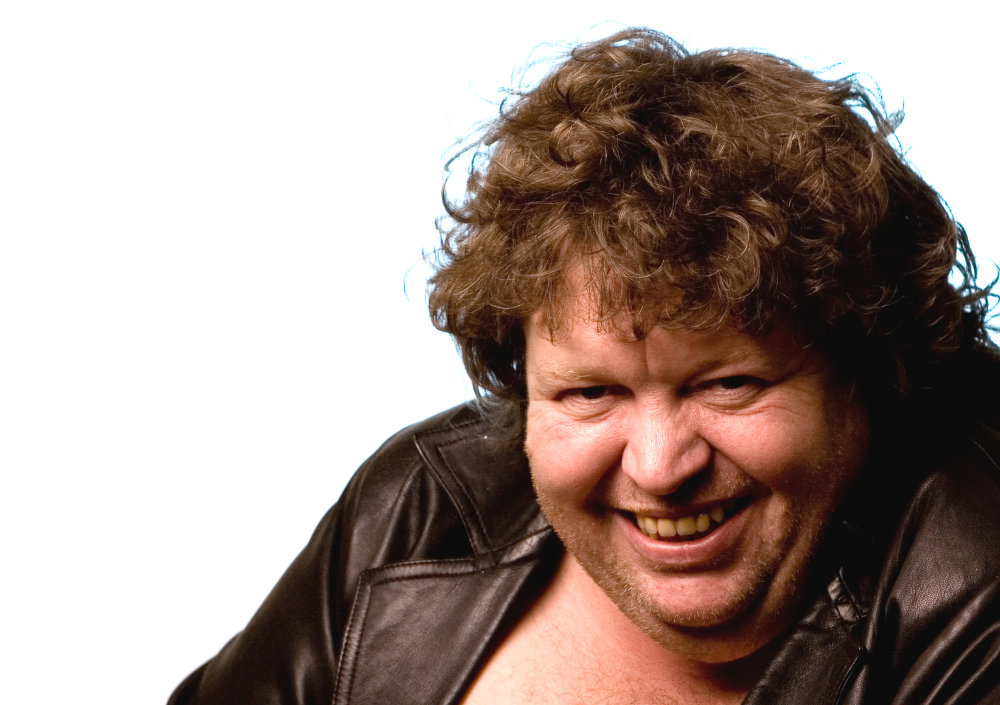
Georg Biron (2017)

Georg Biron (* 18. Oktober 1958 in Wien) ist ein österreichischer Schriftsteller, Reporter, Drehbuchautor, Schauspieler, Regisseur und Fernsehproduzent.

## Leben
Georg Biron wuchs in einer Sozialbau-Siedlung in Wien-Penzing auf. Dort besuchte er auch Kindergarten und Volksschule. 1969 wurde er Schüler im Bundesrealgymnasium Wien VII in der Kandlgasse. Dort begann er sich politisch zu engagieren. 1977 legte er die Matura ab und arbeitete bis 1979 als Reiseleiter.
Ab 1977 studierte er an der Universität Wien Jura, später Publizistik und Theaterwissenschaften.
In Wien bewegte er sich in der alternativen Wiener Kulturszene und lernte Elfriede Jelinek, Hermann Schürrer, Joe Berger, Helmut Qualtinger, Oskar Werner, Wolfgang Bauer, Heinz R. Unger, Franz Ringel, Peter Turrini, Hari Schütz u. v. a. kennen. Am 1. April 1980 heiratete er nach ein paar Monaten Bekanntschaft die in Wien lebende Halbgriechin Eva-Maria Rossolimos; die Ehe hielt nur sechs Monate. 1981/82 absolvierte er beim Gardebataillon in der Wiener Maria-Theresia-Kaserne acht Monate Grundwehrdienst.
1982 übersiedelte er nach Florenz in Italien, später nach Mittelamerika, wo er in Mexiko und Belize lebte und Reportagen über den Bürgerkrieg in Guatemala und die Contra-Bewegung in Nicaragua machte. In der Folge bereiste er Afrika, Asien, Südamerika und den Nahen Osten. Ab 1984 lebte er die meiste Zeit in Wien-Rudolfsheim, unternahm in den folgenden Jahren aber weiterhin regelmäßig Reisen in ferne Länder und lebte mehrere Wochen im Jahr auf der griechischen Kykladeninsel Folegandros. Seine Freundschaft zu Udo Proksch, dem Besitzer der Wiener Konditorei Demel, der wegen der Lucona-Affäre als Versicherungsbetrüger und Mörder in die Schlagzeilen geriet, brachte ihm öffentliche Kritik ein. Am 28. Oktober 1994 heiratete er Britta Bruckner. Zusammen haben sie seit 2001 einen Sohn. Nach der Scheidung von Bruckner im Jahr 2018 war er von 2019 bis 2022 mit der Kommunikationswissenschafterin Bettina Paur verheiratet.

## Karriere
Schon als Zehnjähriger interessierte sich Georg Biron für Literatur und Filme. 1969 schrieb er seinen ersten Roman (Blaue Reiter), der aber nicht publiziert wurde. Ab 1973 verfasste er lyrische Prosa und Kurzgeschichten, 1975 wurde sein erster Text (Rangierbahnhof) in der österreichischen Literaturzeitschrift Neue Wege publiziert. 1976 trat er dem Wiener Autorenkollektiv Frischfleisch bei und veröffentlichte Texte im gleichnamigen Literaturmagazin und im Feuilleton in den Wochenendbeilagen der österreichischen Tageszeitungen Arbeiterzeitung und Volksstimme. Ab 1977 schrieb er außerdem für das deutsche Männermagazin Playboy, später auch für Penthouse, Der Spiegel, Die Zeit, Konkret. 1984 war er Chefredakteur bei Harald Irnbergers Monatszeitschrift Das Magazin. Im selben Jahr brachte er mit seinem Freund Josef Muff Sopper das Gratis-Jugend- und Musikmagazin Juke Box auf den Markt, 1986 gab er das Monatsmagazin Extrablatt heraus, 1990 publizierte er mit Marian Stermschegg Montgolfier. Das Magazin der Ballonfahrt.

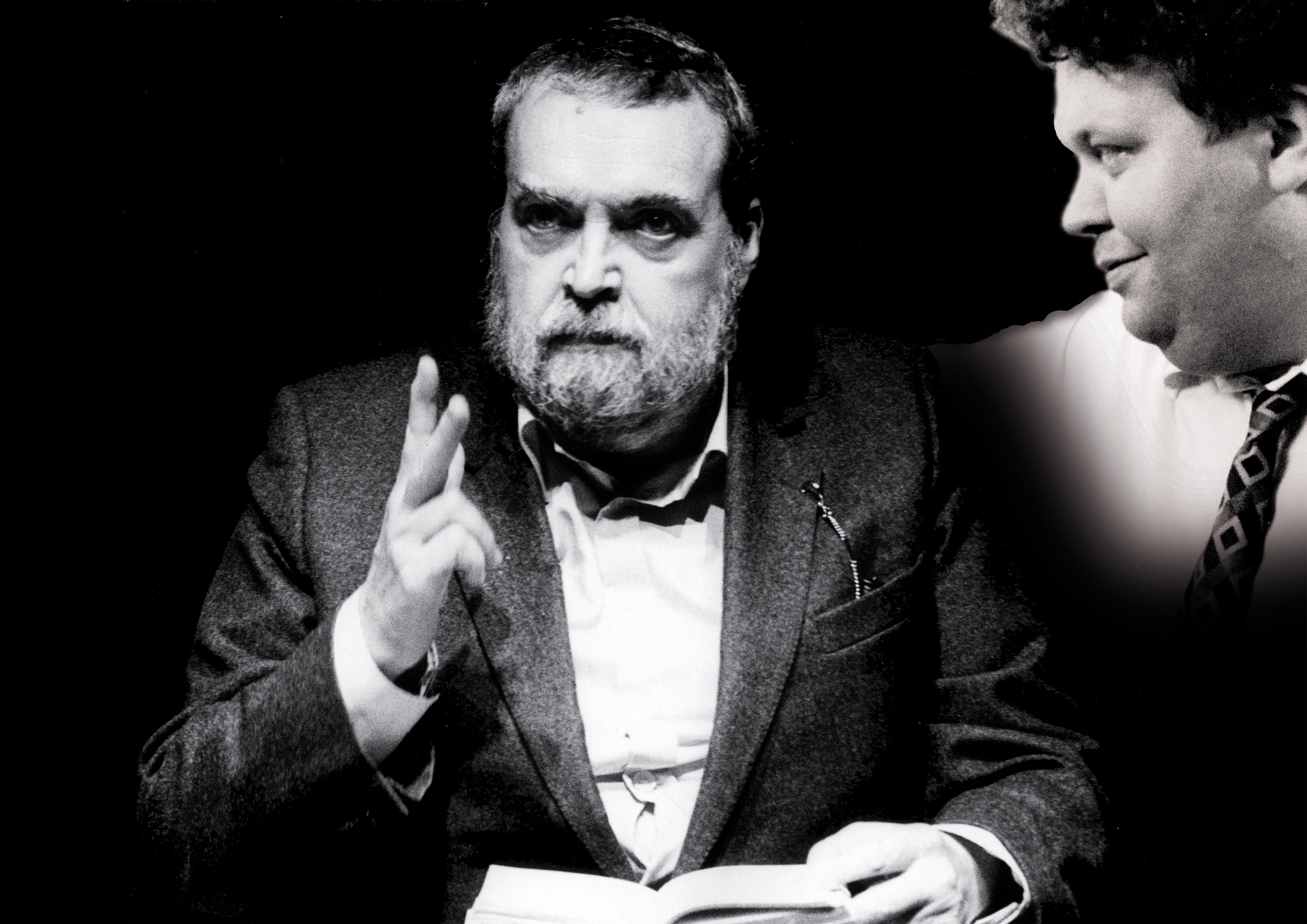
Helmut Qualtinger und Georg Biron 1985

1987 erschien seine Biographie Der Qualtinger (mit Michael Kehlmann).
In den 1990er Jahren konzentrierte er sich auf das Drehbuchschreiben und realisierte mit dem Regisseur Peter Patzak mehrere Fernsehfilme. 1992 wurde der ZDF-Film Das Glück liegt in Waikiki für den Adolf-Grimme-Preis nominiert. Außerdem erschienen die Romane Frauen bei Vollmond, Im Park der Spione und Rot ist die Sünde. Georg Biron begann, neben seinen schriftstellerischen Tätigkeiten auch als Schauspieler in Erscheinung zu treten – nicht nur in Filmen, die er mit Peter Patzak verwirklichte, sondern auch für die Regisseure Kitty Kino (K+M+B), Stephan Wagner (Nachtbus, Kubanisch rauchen) und Valeska Grisebach (Komm, tanz mit mir!). Zuletzt spielte er 2023 unter der Regie von Adrian Goiginger im Kinofilm Rickerl, bei dem er auch am Drehbuch mitwirkte.
2001 wandte er sich der Bühne zu und schrieb das Kabarettprogramm Der Reiseyeti für Werner Ploner, bei dem er auch Regie führte. 2002 inszenierte er in Graz das Karl-Schönherr-Stück Der Weibsteufel und schrieb, produzierte und inszenierte die Janis Joplin Story, eine Show mit der Musikformation Beat4Feet über das Leben der Sängerin Janis Joplin. 2003 war Graz die Kulturhauptstadt Europas, und Georg Biron inszenierte im Rahmen des Festivals eine Collage mit Texten von Werner Schwab (Planet Schwab). 2004 führt er beim TV-Feature Grenzerfahrungen (mit Schauspieler Karl Merkatz) erstmals Regie beim Medium Film. 2017 interpretierte Biron gemeinsam mit dem Machatschek dessen „Geburtstagslied“.
Georg Biron ist Mitglied der Grazer Autorenversammlung und des P.E.N., er publizierte mehr als 30 Bücher und zahlreiche Zeitungsartikel, verfasste ein Dutzend Drehbücher, realisierte zahlreiche Kulturprojekte und Bühnenproduktionen und machte sich mit seiner freizügigen erotischen Literatur ebenso einen Namen wie durch ausführliche Interviews mit Persönlichkeiten wie Elfriede Jelinek, Udo Proksch, Horst Janssen, Eric Burdon u. v. a.

## Soziales
Seit September 2015 unterstützt Georg Biron soziale Projekte des Arbeiter-Samariter-Bund Österreichs und ist in der Samariterbund-Abteilung für Öffentlichkeitsarbeit tätig.

## Filmografie (Auswahl)
- 2004 Grenzerfahrungen, TV, Regie/Drehbuch
- 2002 Nichts wie weg, u. a. mit Gregor Bloéb, Elke Winkens, Hanno Pöschl, Wolfram Berger, TV, Drehbuch mit Peter Patzak
- 2000 Hart im Nehmen, TV, Drehbuch mit Peter Patzak
- 1999 Jahrhundertrevue, TV, Co-Autor, Regie Harald Sicheritz
- 1996 Crazy Moon, mit u. a. Gabriel Barylli, Karl Markovics, Dieter Laser, TV, Drehbuch mit Peter Patzak
- 1995 Ciao Bello, u. a. mit Kurt Weinzierl, TV, Regie/Drehbuch
- 1995 Glück auf Raten, mit Katharina Stemberger, Hanno Pöschl, Dieter Laser, Leon Askin, TV, Drehbuch
- 1992 Das Glück liegt in Waikiki, u. a. mit Sophie Renoir, TV, Drehbuch

## Theaterregie
- Wolfi Bauer: Massaker im Hotel Sacher, Theaterstück mit Miriam Hie, Nahoko Fort, Georg Biron u. a., Komödie am Kai, Wien 2009, Produktion und Regie
- Qualtinger lebt!, szenische Lesung mit Karl Merkatz, Hanno Pöschl, Max Mayerhofer, Georg Biron, Komödie am Kai, Wien 2008, Buch und Regie
- On The Road, szenische Lesung, Literaturhaus, Wien 2007, Buch und Regie
- Qualtinger lebt: Blues für einen Partisanen, szenische Lesung, Andino, Wien 2006, Buch und Regie
- Rebellen im Internet, Theaterstück, 7stern, Wien 2006, Produktion, Buch und Regie
- Die Lachparade, Ich brauch kein Kokain, 2 Bühnenshows als Tribute to Hermann Leopoldi und Helli Möslein, Wien 2004, Produktion, Buch und Regie
- Planet Schwab, Werner Schwab Collage bei Graz 2003 (Europäische Kulturhauptstadt), Uhrturmkasematten, Graz 2003, Buch und Regie
- Der Weibsteufel von Karl Schönherr, Theater, Uhrturmkasematten, Graz 2002, Regie
- The Janis Joplin Story, Rocktheater, Planet Music, Wien 2002, Regie
- Der Reiseyeti, Kabarett mit Werner Ploner, Österreich 2001, Buch und Regie
- Liebe, Lust & Leidenschaft, Theaterstück, 1. Wiener Lesetheater, Wien 1998
- Pig Malion '85, Theaterstück, Salzburger Sommertheater, Wien 1985

## Werke
- Vogelkopf. Autobiografischer Roman – Band 3: Die Biron Trilogie, Roman, Klagenfurt 2024, Wieser Verlag
- Frischfleisch. Autobiografischer Roman – Band 2: Die Biron Trilogie, Roman, Klagenfurt 2023, Wieser Verlag
- Eisenschädel. Autobiografischer Roman – Band 1: Die Biron Trilogie, Roman, Klagenfurt 2022, Wieser Verlag
- Birons Welt. 20 Short Storys von unterwegs, Geschichten, Klagenfurt 2022, Wieser Verlag
- Der Herr Udo. Das wilde Leben des Udo Proksch, Biographie, Klagenfurt 2021, Wieser Verlag
- Ein einsamer Liebhaber, Roman, Riga (Lettland) 2018, Verlag Goldene Rakete (deutsch)
- Buchstaben-Suppe, Lesebuch 1977–2017, Wien 2017, Verlag Der Apfel
- Geile Weiber, Roman, Wien 2016, Edition Private Moments
- Verkaufte Schönheit, Das Model-Biz (mit Wolfgang Schwarz), Wien 2015, Echomedia Verlag
- Dirty Vienna, Roman, Wien 2015, Edition Private Moments
- Hai Society, 23 Erzählungen, Wien 2014, Echomedia Verlag
- Quasi Herr Karl, Sachbuch, Geschichte des Herrn Karl, Wien 2011, Braumüller Verlag
- Opfer der Liebe, Erzählung über Hari Schütz, Wien 2008, M.E.L. Kunsthandel
- Der pornographische Buddhist, Roman, Wien 2008, Edition Private Moments
- On the Road, Kurzgeschichten, Wien 2004, Edition Private Moments
- Eine kulinarische Weltreise, Kochbuch für SOS-Kinderdorf (mit Werner Ploner), Wien 2004, Outdoor Print
- Das mit den Männern und den Frau’n, Kurzgeschichten, Wien 2003, Edition Private Moments
- Der Reiseyeti, Kabarett-Sketches (mit Werner Ploner), Wien 2001, Outdoor Print
- Rebellen im Internet, Essay, Wien 1998, Aarachne Verlag.
- Im Park der Spione, Erzählung, Wien 1997, Verlag Der Apfel
- Die pornographische Nacht, Lyrik, Wien 1997, Eigenverlag
- Wir kommen in die Jahre, Clippings 97, Hrsg., Wien 1997, Limited Edition
- Rot ist die Sünde, Roman, Wien 1996, Aarachne Verlag
- Der Qualtinger, Biographie, Wien 1995, Hannibal
- Gibt es ein Jenseits? - Übersinnliche Hightech-Kontakte, Sachbuch, Wien 1994, Verlag Ueberreuter
- Joe Berger-Lesebuch, Hrsg., Wien 1994, Edition S im Verlag der österreichischen Staatsdruckerei
- Frauen bei Vollmond, Roman, Wien 1993, Edition S im Verlag der österreichischen Staatsdruckerei
- Waikiki, Erzählung, Wien 1990, Edition Free Life.
- Die letzte Beichte – Geschichte eines Verrats, dokumentarischer Roman, Wien 1989, Edition S im Verlag der österreichischen Staatsdruckerei
- Greeny. Die grüne Fibel, Sachbuch, Wien 1989, Loidelsbacher
- Der Qualtinger – Blues für einen Partisanen, Biographie, Wien 1987, Verlag Kremayr und Scheriau
- Männer Männer Männer, Erzählungen, Wien 1986, Edition S im Verlag der österreichischen Staatsdruckerei
- Das ist Amerika!, Männa ohne Frau'n, Glück und Glas, Sex'n'Crime, Grabsteinland, Lyrikbände, Wien 1985, Edition S&B
- Höchste Zeit, Roman, Wien 1984, Edition S&B
- Gedichte aus verschiedenen Nächten, Lyrik, Wien 1980, Edition Kopfnoten

## Auszeichnungen
- 1989 Nachwuchsstipendium für Literatur des österreichischen Kulturministers
- 1980 Literaturpreis des PEN CLUB Liechtenstein für den Roman Höchste Zeit
- 1979 Theodor-Körner-Preis für Literatur für den Roman Höchste Zeit
- 1976 K.Ö.L.A. Theaterpreis für das Theaterstück Phlegma